# Abadeh (Verwaltungsbezirk)
Abadeh (persisch شهرستان آباده) ist ein Schahrestan in der Provinz Fars im Iran. Er enthält die Stadt Abadeh, welche die Hauptstadt des Verwaltungsbezirks ist. Abadeh befindet sich im Norden der Provinz.

## Kreise
- Zentral (بخش مرکزی)

## Demografie
Bei der Volkszählung 2016 betrug die Einwohnerzahl des Schahrestan 100.831. Die Alphabetisierung lag bei 90 Prozent der Bevölkerung. Knapp 88 Prozent der Bevölkerung lebten in urbanen Regionen.
| Zensusjahr | Einwohnerzahl |
| ---------- | ------------- |
| 2011       | 98.188        |
| 2016       | 100.831       |